# Sekiro: Shadows Die Twice
Sekiro: Shadows Die Twice je video igra napravljena od strane japanske kompanije FromSoftware i objavljena od strane američkog izdavača video igara Activision. Igra je izdata širom sveta na platformama Windows, PlayStation 4 i Xbox One 22. marta 2019. godine. Igra prati Sengoku period šinobija, Vuka koji pokušava da se osveti klanu samuraja koji su napali i oteli njegovog gospodara. Igra je dobila pohvale od kritičara, koji su je često upoređivali sa Souls serijom igara koje su takođe napravljene od strane FromSoftvera. U prvih 10 dana od kada je izašla, igra je prodala više od 2 miliona kopija.

## Gejmplej
Sekiro: Shadows Die Twice je akciona igra koja se igra iz trećeg lica. U poređenju sa FromSoftverovim Souls igrama, igra ima manje elemenata igranja uloga, nema multiplejer niti kreaciju heroja, ali ima opciju da se unapređuju razne moći..
Igra takodje sadrži elemente šunjanja, koja vam omogućava da ubijete protivnika ako mu se približite dovoljno blizu, a da budete otkriveni. Dodatno, igrač moze da olakša borbu istraživanjem novih prostora sa alatima kao što je kuka za kačenje. Ako lik umre može da oživi na istom mestu ukoliko su određeni uslovi ispunjeni.

## Spoljašnje veze
- Званични веб-сајт